# Кузнецов, Данил Станиславович
Данил Станиславович Кузнецов (11 декабря 1999, Павлодар, Казахстан) — казахстанский футболист, полузащитник.

## Клубная карьера
Футбольную карьеру начинал в 2017 году в составе клуба «Иртыш М».
8 сентября 2020 года подписал контракт с молдавским клубом «Зимбру». 3 октября 2020 года в матче против клуба «Шериф» дебютировал в чемпионате молдавии (0:4), выйдя на замену на 84-й минуте вместо Дениса Фуртунэ.

## Карьера в сборной
9 января 2017 года дебютировал за сборную Казахстана до 19 лет в матче против сборной Словакии до 18 лет (0:0).

## Клубная статистика
| Игровая карьера | Игровая карьера | Игровая карьера | Лига | Лига | Кубок | Кубок | Межд. | Межд. | Др. | Др. |
| --------------- | --------------- | --------------- | ---- | ---- | ----- | ----- | ----- | ----- | --- | --- |
| 2018            | Иртыш М         | В               | 18   | 0    | —     | —     | —     | —     | —   | —   |
| 2019            | Аксу            | В               | 26   | 1    | 1     | 0     | —     | —     | —   | —   |
| 2020            | Иртыш           | А               | —    | —    | —     | —     | —     | —     | —   | —   |
| 2021/22         | Зимбру          | А               | 3    | 0    | —     | —     | —     | —     | —   | —   |
| 2021            | Аксу            | Б               | 1    | 0    | 2     | 0     | —     | —     | —   | —   |
| 2021            | Экибастуз       | Б               | 9    | 0    | —     | —     | —     | —     | —   | —   |
| 2022            | Экибастуз       | Б               | 22   | 0    | —     | —     | —     | —     | —   | —   |
| 2023            | SD Family       | В               | 6    | 1    | 3     | 0     | —     | —     | —   | —   |